# Шоломник довгохвостий
Шоломник довгохвостий (Paradigalla carunculata) — вид горобцеподібних птахів родини дивоптахових (Paradisaeidae).

## Поширення
Ендемік Нової Гвінеї. Поширений у горах Арфак на півострові Доберай. Живе у тропічних гірських та хмарних лісах.

## Опис
Птах середнього розміру, завдовжки до 37 см, вагою до 170 г. Схожий на великого шпака завдяки його темному кольору, довгому, злегка вигнутому конічному дзьобу та ділянкам оголеної кольорової шкіри біля основи дзьоба. Статевий диморфізм виражений слабо. Оперення чорного кольору по всьому тілу з коричневими відтінками на нижній частині живота, блакитними на голові і крилах, в той час як круп і довгий клиноподібний хвіст мають фіолетові відблиски. Дзьоб і ноги чорні, а очі червонувато-коричневі з синім неопереним навколоочним кільцем. В основі дзьоба є м'ясистий наріст (карункул), жовтого кольору над дзьобом, темно-червоного знизу та блакитного з боків основи дзьоба.

## Спосіб життя
Трапляється парами або поодинці. Живе під пологом лісу. Живиться фруктами, комахами та дрібними хребетними (переважно сцинками).
Моногамний вид. Немає чітко визначеного сезону розмноження, гнізда з яйцями спостерігали в різні пори року.